# 대한민국 제18대 대통령 선거 진보정의당 후보 선출
진보정의당 제18대 대통령 후보 경선은 2012년 대통령 선거를 위해 진보정의당의 후보를 선출한 절차를 말한다. 2012년 10월 20일부터 21일까지 이틀 간 ARS 투표를 실시한 결과, 심상정 후보가 당선됐다.

## 과정
2012년 제19대 국회의원 총선거 당시 통합진보당(약칭 진보당)의 비례대표 국회의원 후보 공천 과정에서 부정 경선이 벌어지며 당내 당권파와 비당권파 간의 갈등이 격화되었다. 결국 진보당은 분당되었고, 당권파만 남은 진보당과 비당권파들이 탈당해 세운 진보정의당(약칭 정의당)은 각자 따로 대선 후보를 내게 되었다.

## 결과
정의당은 단일 후보 심상정에 대한 당원 ARS 찬반 투표를 실시하여 찬성 89.4%를 얻은 심상정 후보를 제18대 대통령 후보로 선출하였다.
하지만 심상정은 2012년 11월 26일 민주통합당(약칭 민주당)의 문재인 후보 지지를 선언하고 대선 후보 등록을 하지 않기로 했다. 이후 정의당은 민주통합당, 재야 단체들과 함께 '국민연대'를 출범시키고 문재인 민주당 대선 후보를 '국민 후보'로 추대하는데 동참하였다.
그러나 일부 정의당 당원들은 문재인 후보와의 단일화에 반대해 김순자 무소속 후보를 지지하기도 했다.

## 같이 보기
- 대한민국 제18대 대통령 선거
- 대한민국 제18대 대통령 선거 새누리당 후보 경선
- 대한민국 제18대 대통령 선거 민주통합당 후보 경선
- 대한민국 제18대 대통령 선거 통합진보당 후보 경선
- 대한민국 제18대 대통령 선거 노동자대통령선거투쟁본부 후보 선출